# Air Pohang

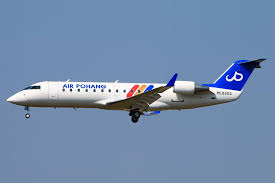
CRJ-200

Air Pohang était une compagnie aérienne à bas prix sud-coréenne qui a lancé ses activités en février 2018. Comme son nom l'indique, l'entreprise s'est concentrée sur les résidents de Pohang, une ville sur la côte sud-est de la péninsule, ainsi que le reste de la province de Gyeongsang du Nord. En février 2018, la compagnie aérienne s'est envolée vers deux destinations à partir de sa base de l'Aéroport de Pohang à l'aide de trois avions CRJ-200. La compagnie aérienne a cessé ses activités le 29 novembre 2018.

## Flotte
- 1 CRJ-200ER
- 1 CRJ-200LR